# Тікфо (Луїзіана)
Тікфо (англ. Tickfaw) — селище (англ. village) в США, в окрузі Танґіпаоа штату Луїзіана. Населення — 635 осіб (2020).

## Географія
Тікфо розташоване за координатами 30°34′38″ пн. ш. 90°29′14″ зх. д. / 30.57722° пн. ш. 90.48722° зх. д. (30.577124, -90.487183).  За даними Бюро перепису населення США в 2010 році селище мало площу 4,13 км², уся площа — суходіл.

## Демографія
Згідно з переписом 2010 року, у селищі мешкали 694 особи в 267 домогосподарствах у складі 175 родин. Густота населення становила 168 осіб/км².  Було 277 помешкань (67/км²).
Расовий склад населення:
| - 75,2 % — білих - 13,7 % — чорних або афроамериканців - 0,4 % — корінних американців - 0,3 % — азіатів - 8,5 % — осіб інших рас |

До двох чи більше рас належало 1,9 %. Частка іспаномовних становила 14,4 % від усіх жителів.
За віковим діапазоном населення розподілялося таким чином: 24,4 % — особи молодші 18 років, 62,1 % — особи у віці 18—64 років, 13,5 % — особи у віці 65 років та старші. Медіана віку мешканця становила 35,5 року. На 100 осіб жіночої статі у селищі припадало 99,4 чоловіків;  на 100 жінок у віці від 18 років та старших — 93,0 чоловіків також старших 18 років.
Середній дохід на одне домашнє господарство  становив 49 175 доларів США (медіана — 40 625), а середній дохід на одну сім'ю — 57 760 доларів (медіана — 47 059). Медіана доходів становила 43 500 доларів для чоловіків та 32 000 доларів для жінок. За межею бідності перебувало 11,3 % осіб, у тому числі 16,0 % дітей у віці до 18 років та 6,7 % осіб у віці 65 років та старших.
Цивільне працевлаштоване населення становило 222 особи. Основні галузі зайнятості: освіта, охорона здоров'я та соціальна допомога — 21,2 %, роздрібна торгівля — 17,6 %, науковці, спеціалісти, менеджери — 12,2 %, будівництво — 9,9 %.